# Jan Matecki (pilot)
Jan Matecki (ur. 20 października 1897) – porucznik pilot Wojska Polskiego, uczestnik wojny polsko-bolszewickiej, kawaler Orderu Virtuti Militari.  

## Życiorys

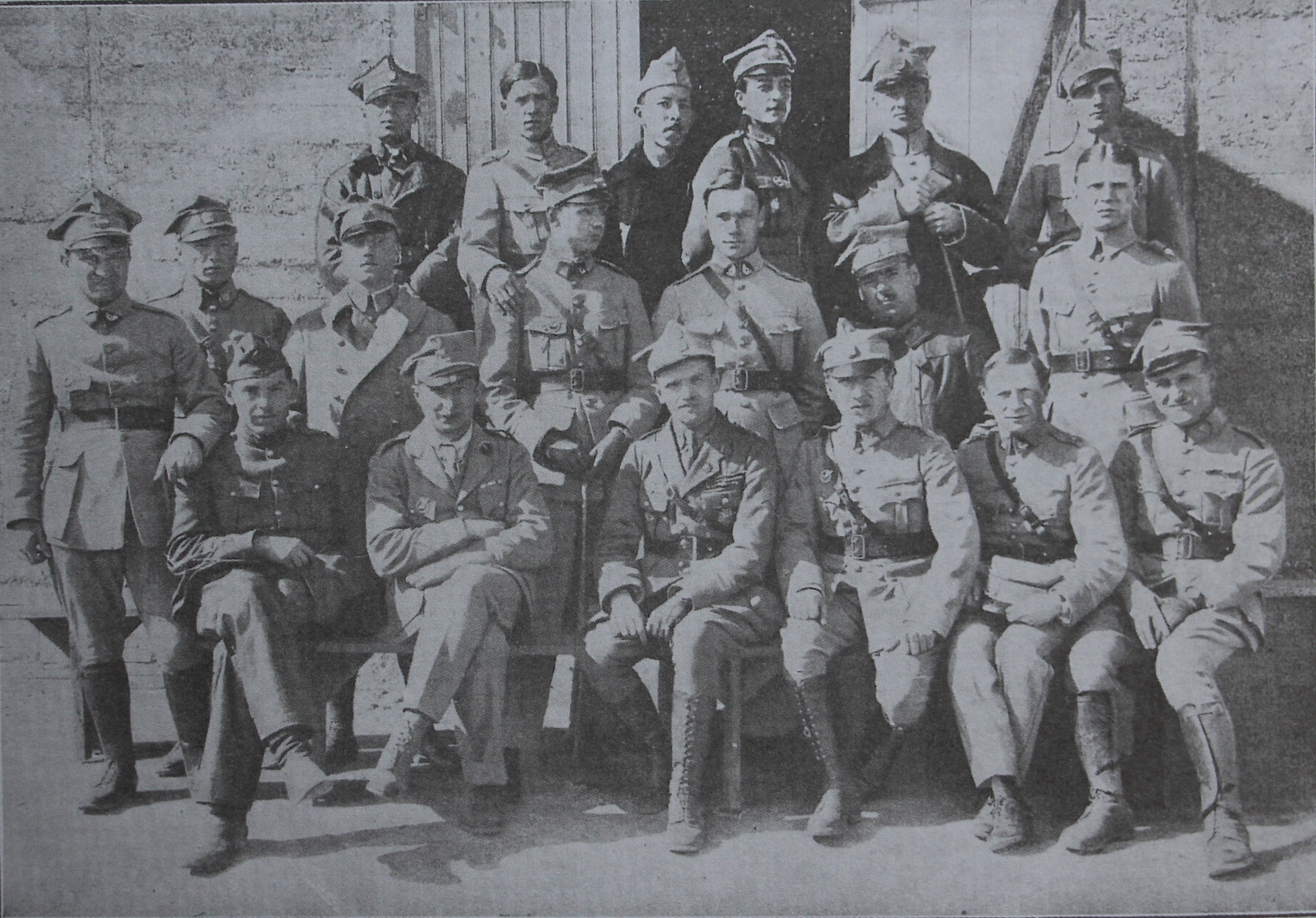
Jan Matecki wśród polskich lotników szkolonych w Istres

Syn Ignacego i Małgorzaty z Kołodziejów. Od 22 kwietnia 1916 roku służył w armii Stanów Zjednoczonych, a od 28 lutego 1917 roku w 106 batalionie kanadyjskim w Wielkiej Brytanii. Zgłosił się ochotniczo do służby w Armii Polskiej we Francji, gdzie służył w 4 pułku strzelców polskich. Następnie został skierowany na przeszkolenie do szkoły lotniczej w Istres a następnie w Dijon, Pau, Chartres i Avord. 
Został przetransportowany do Polski z jednostkami lotniczymi i wziął udział w wojnie polsko-bolszewickiej. Służył w 10., 18. i 4. eskadrze wywiadowczej. 23 kwietnia, w załodze z por. obs. Edwardem Karasiem, zaatakowali i rozproszyli szwadron kawalerii Armii Czerwonej.
1 maja, w załodze z por. obs. Edwardem Karasiem, wykrył i zaatakował w rejonie Połocka balon obserwacyjny nieprzyjaciela. Obsługa została rozproszona, a sam balon zerwał się z lin. 24 września, w załodze z ppor. obs. Konstantym Koziełło, wykonał lot z Brześcia Litewskiego do wsi Porado w celu nawiązania łączności z Grupą Operacyjną gen. Franciszka Krajowskiego. Dzięki temu dostarczył Grupie Operacyjnej rozkazy oraz mapy, a do sztabu 4 Armii przekazał meldunki sytuacyjne oraz zwrotną pocztę. Za ten lot zostali wyróżnieni w Komunikacie operacyjnym z 29 września 1920 roku.
24 grudnia 1920 roku został zwolniony z Wojska Polskiego, ale jako oficer rezerwy pozostał na stanie 3. pułku lotniczego w Poznaniu.

## Ordery i odznaczenia
Za swą służbę w polskim lotnictwie otrzymał odznaczenia:
- Krzyż Srebrny Orderu Wojskowego Virtuti Militari nr 6086 – 8 kwietnia 1921[13][14],
- Krzyż Walecznych,
- Krzyż Niepodległości.